# Aphanopus mikhailini
Aphanopus mikhailini är en fiskart som beskrevs av Parin, 1983. Aphanopus mikhailini ingår i släktet Aphanopus och familjen Trichiuridae. IUCN kategoriserar arten globalt som livskraftig. Inga underarter finns listade i Catalogue of Life.